# Formiguer armat
El formiguer armat (Pithys albifrons) és una espècie d'ocell de la família dels tamnofílids (Thamnophilidae).

## Hàbitat i distribució
Habita el sotabosc de la selva pluvial i sabana de les terres baixes fins als 1500 m, per l'est dels Andes, des de l'est de Colòmbia, sud de Veneçuela i Guaiana, cap al sud, a través de l'est d'Equador fins al nord i l'est de Perú i oest amazònic del Brasil.